# Arautauta
Na tradição maori, Arautauta foi uma das grandes canoas oceânicas que foram usadas nas migrações que se estabeleceram na Nova Zelândia.
Arautauta foi velejada por Tarawa acompanhado por dois Tanihwa (criaturas do mar) e aporotou na Praia de Waiōtahe, entre Ōpōtiki-mai-tawhiti e no Porto de Ōhiwa. Na chegada, Tarawa colocou as criaturas na fonte Ōpōtiki-mai-tawhiti, e então viajou terra a dentro, até o Rio Mōtū, onde conheceu e desposou Manawa. Seus descendentes se tornaram partes da tribo Te Whakatōhea.